# جمهورية ليتوانيا وروسيا البيضاء الاشتراكية السوفيتية
جمهورية ليتوانيا وروسيا البيضاء الاشتراكية السوفيتية (بالليتوانية: Lietuvos–Baltarusijos Tarybinė Socialistinė Respublika؛ بالبيلاروسية: Літоўска–Беларуская Савецкая Сацыялістычная Рэспубліка؛ بالروسية: Литовско–Белорусская ССР؛ بالبولندية: Litewsko–Białoruska Republika Radziecka) كانت جمهورية اشتراكية سوفيتية في المناطق التابعة لأراضي ليتوانيا الشرقية و‌روسيا البيضاء لمدة خمسة أشهر تقريبًا في 1919. تأسست الدولة بعد دمج الجمهوريتين الاشتراكيتين السوفيتيتين روسيا البيضاء و‌ليتوانيا. انحلت الدولة بعد سيطرة الجيش البولندي على الأراضي المطالب بها لليتوانيا الشرقية أثناء الحرب البولندية السوفيتية.